# Instituto HQ
Instituto HQ é uma editora brasileira de quadrinhos que também atua como escola de artes, estúdio e agência de quadrinistas brasileiros. Foi criada pelo ilustrador Klebs Junior em 1998 com o nome de Impacto Quadrinhos (inicialmente, funcionava apenas como escola e estúdio) e, desde 2013, sua sede está localizada na Avenida Pompeia, 2040, São Paulo. Entre as obras já lançadas, destacam-se Aurora, do ator e roteirista Felipe Folgosi; Carolina, de Sirlene Barbosa e João Pinheiro; e Pátria Armada, criada por Klebs e desenvolvida por diversos roteiristas e desenhistas. A editora ganhou o Troféu HQ Mix de 2016 na categoria "melhor minissérie", pela obra Pátria Armada.